# Ana Romero Galán
Ana Romero Galán (Cádiz, 1966) es una periodista y escritora española. Ha dedicado la mayor parte de su carrera al periodismo internacional y a la Casa Real.

## Carrera profesional
Nacida en Cádiz en 1966, Ana Romero se licenció en Ciencias de la Información por la Universidad Complutense de Madrid en 1989, y en 1991 obtuvo el Master en Periodismo por la Universidad de Columbia con una beca Fulbright.
Empezó su carrera profesional en el Diario de Cádiz y en la agencia EFE. Para El Mundo ha sido corresponsal en Estados Unidos con base en Nueva York, corresponsal diplomática con base en Madrid y redactora jefe de la sección Sociedad. Ha colaborado como comentarista política para la BBC y para Radio Francia Internacional. También ha escrito para el Washington Quarterly.
Ha publicado trabajos periodísticos sobre la transición a la democracia y sobre la Casa Real española. Entre los primeros, destacan Historia de Carmen: memorias de Carmen Díez de Rivera y El triángulo de la Transición, basados en sus entrevistas a la «musa de la Transición», Carmen Díez de Rivera. Sobre la Casa Real, en 2015 publicó Final de partida, una crónica de los últimos cuatro años del reinado de Juan Carlos I, fruto de su etapa como corresponsal en Casa Real para El Mundo; también recoge vivencias de don Juan Carlos con su amante Corinna zu Seyn-Wittgenstein y con otras mujeres, y de su relación con doña Sofía. En 2018 presentó El rey ante el espejo, un relato centrado en el primer trienio de Felipe VI.

### DiarioEl Mundo
Ha sido cofundadora junto a Pedro J. Ramírez del diario El Mundo, en el que permaneció más de dos décadas. Ha sido corresponsal en Estados Unidos, corresponsal diplomática con base en Madrid y redactora jefe de la sección de Sociedad.
Dejó el diario en junio de 2014 tras la abdicación de Juan Carlos I. El jefe de redacción de El Mundo en esa época, Casimiro García-Abadillo, habría censurado a la periodista por referirse a Corinna como la «amiga íntima» del Monarca.

### DiarioEl Español
En junio de 2015 se sumó al proyecto de Pedro J. Ramírez y ficha como directora adjunta de El Español, diario digital lanzado en octubre de ese año. En enero de 2017 abandona la dirección de ese periódico digital.

## Vida personal
Ha tenido dos hijas, Victoria y Ana María, con el diplomático británico Edward Oakden, exembajador británico en Emiratos Árabes Unidos, con el que había establecido una relación en septiembre de 2001. Además de en este país asiático, ha vivido en Londres y en Nueva York.

## Libros publicados en España
Según datos de la Agencia Española del ISBN, Ana Romero había publicado en España hasta diciembre de 2021 las siguientes obras monográficas:
- Retratos del siglo XXI (octubre de 2000). Barcelona: Debate. 256 pp. ISBN 978-84-8306-354-5
- Historia de Carmen: memorias de Carmen Díez de Rivera (mayo de 2002). Barcelona: Planeta. 280 pp. ISBN 978-84-08-04388-1
- El triángulo de la Transición: Carmen, Suárez y el rey (septiembre de 2013). Barcelona: Planeta. 
  - Versión impresa, encuadernación en cartoné: 352 pp. ISBN 978-84-08-11879-4
  - Formato ePub. ISBN 978-84-08-11949-4
- Final de partida: la crónica de los hechos que llevaron a la abdicación de Juan Carlos I (abril de 2015). Madrid: La Esfera de los Libros.
  - Versión impresa, encuadernación en cartoné: 424 pp. ISBN 978-84-9060-303-1
  - Versión impresa, encuadernación en rústica: 424 pp. ISBN 978-84-9060-422-9
  - Formato ePub. ISBN 978-84-9060-382-6
  - Formato Mobipocket. ISBN 978-84-9060-383-3
- El rey ante el espejo: crónica de una batalla: legado, asedio y política en el trono de la reina Letizia y Felipe VI (enero de 2018). Madrid: La Esfera de los Libros.
  - Versión impresa, encuadernación en cartoné: 360 pp.  ISBN 978-84-9164-180-3 
  - Formato ePub. ISBN 978-84-9164-221-3
  - Formato Mobipocket. ISBN 978-84-9164-222-0
- Crónicas de la Corona: 2010-2018 (octubre de 2018). Madrid: La Esfera de los Libros. ISBN 978-84-9164-426-2